# Oleg Deripaska
 (avril 2023).
L'article doit être relu — et modifié si nécessaire — par des contributeurs indépendants pour apporter un regard critique aux contributions effectuées en violation des conditions d'utilisation de Wikipédia, tant sur la forme (notamment concernant le style encyclopédique, la proportionnalité) que sur le fond (la neutralité de point de vue, la qualité et l'indépendance des sources).
Oleg Vladimirovitch Deripaska (en russe : Олег Владимирович Дерипаска), né le 2 janvier 1968, est le fondateur et propriétaire de l'un des plus grands groupes industriels russes en 2015, Basic Element. Il est président de En+ Group, du groupe automobile GAZ et de la Société Rusal, la deuxième plus grande société d'aluminium du monde. Depuis 2015, on estime la fortune de Deripaska à 2,6 milliards de dollars US,.

## Biographie

### Études
Deripaska est né à Dzerjinsk, dans l'oblast de Nijni Novgorod, et a grandi à Oust-Labinsk, dans le Kraï de Krasnodar.
Deripaska est élevé dans la ferme familiale. Ses grands-parents le chargent de tout savoir sur la propriété pour survivre. « Ils m’ont enseigné les pratiques agricoles, dont les périodes et les techniques de plantations, de pousses et de récoltes. » Ses deux grands-pères combattent pendant la Seconde Guerre mondiale ; l’un d’entre eux, Timofeï Deripasko, le sous-lieutenant de la garde est tué au front et enterré dans une fosse commune en Autriche, l’autre rentre en Russie lorsque la guerre est terminée.
Deripaska obtient son premier emploi dans l’usine d’Ust-Labinsk où sa mère travaille. À l’âge de onze ans, il devient apprenti électricien, réparant des moteurs électriques.
Dans son enfance, ses auteurs préférés sont Mayne Reid et Jack London, mais la pénurie de littérature en Union soviétique le conduit à étendre ses lectures à des œuvres scientifiques et mathématiques. Aujourd’hui, le siège social de Basic Element contient des murs entiers de livres qui reflètent cette passion pour la lecture.
Il intègre en 1985 la faculté de physique de l’Université d’État de Moscou. Un an plus tard, il est enrôlé dans les forces armées. Il sert dans les Forces de missiles stratégiques de la région de Transbaïkalie, en Sibérie, de 1986 à 1989.
En 1993, Deripaska obtient un diplôme de bachelier en physique avec mention à l’Université d’État de Moscou.
Après avoir obtenu son diplôme, l’effondrement de l’Union soviétique engendre un arrêt du financement académique et Deripaska se trouve dans l’impossibilité de poursuivre ses études en physique théorique. Les étudiants ne peuvent pas non plus bénéficier d’allocations ou de subventions. Il se souvient : « Nous n’avions pas d’argent. C’était un problème pratique important de tous les jours. Comment faire pour gagner de l’argent pour me nourrir et continuer mes études ? ».

### Négoce en matières premières
À l’âge de 25 ans, Deripaska s’associe à des collègues physiciens, ingénieurs et de grands scientifiques et fonde sa première société de négoce en métal appelée VTK dans laquelle il adopte une approche scientifique systématique au commerce de marchandises. Deripaska a déclaré : « Je représentais des sociétés qui achetaient et vendaient des matières premières. ».
Deripaska se lance dans l’arbitrage à exportation, achetant des métaux à des prix bas sur le marché russe et les revendant aux prix des marchés internationaux beaucoup plus élevés. Deripaska opère principalement via le nouvel état baltique d’Estonie puisque le système russe des licences d’exportations est dans le chaos. « Nous envoyions des cargaisons en Estonie, et nous les vendions ensuite à travers le monde à partir du port de ce pays nouvellement indépendant. »
Deripaska se souvient : « J’ai commencé ma carrière à un moment particulier dans l’histoire. Le pays dans lequel j’étais né et où j’avais grandi avait disparu, mais ce nouveau pays n’était pas encore tout à fait créé. Le premier m’a donné une excellente éducation, et le second m’a donné l’opportunité de réussir. » Pratiquement tous les bénéfices de ce business sont injectés dans l'achat d'actions de l'usine d'aluminium Sayanogorsk, installée en Sibérie orientale (dans la République de Khakassie). Deripaska achète des bons et des actions à Sayanogorsk et y augmente sa participation jusqu'à devenir l'actionnaire individuel le plus important après l'État.

### Aluminium
En novembre 1994, Oleg Deripaska est devenu le propriétaire majoritaire de l'usine « Aljuminprodoukt » qui était la 3e par la valeur et la 1re par le bénéfice des usines russes d'aluminium — Sayanogorsk dans la ville de Saïanogorsk (Khakassie). La même année, Oleg Deripaska a été élu directeur général de l'usine. Sous la conduite du plus jeune des directeurs généraux de Russie, l'usine est devenue la meilleure de son domaine, et ce surtout à certains niveaux, comme la rentabilité, les technologies, la qualité des produits, la sécurité écologique.
Trois ans après, en 1997, Deripaska a été l'initiateur de la création de la première compagnie industrielle verticalement intégrée dans l'espace post-soviétique : le Groupe « L'Aluminium Sibérien » (rebaptisé en 2001 « Basic Element »). L'usine d'aluminium Sayanogorsk est devenue le noyau de ce groupe et rassemble d'autres usines d'aluminium en Russie.
Deripaska est directeur général et principal actionnaire de la fonderie Sayanogorsk de 1994 à 1997 et détient le poste de président du Groupe d’investissement industriel en aluminium Sibirsky de 1997 à 2001, qui deviendra plus tard la ressource principale de Rusal.
En plus de la métallurgie, qui reste l’activité principale de son groupe industriel, Deripaska acquiert des parts dans un large éventail de sociétés dans des secteurs variés comme l’énergie, l’industrie manufacturière, les véhicules commerciaux, les composants automobiles, les services financiers et en assurances, les entreprises de leasing, la construction, l’aviation et l’agriculture.
Il possède notamment, par l’intermédiaire du groupe industriel Basic Element :
- la société énergétique sibérienne EuroSibEnergo, la plus grande société énergétique privée russe,
- Ingosstrakh, une des plus grandes sociétés d’assurances russes,
- des sociétés dans le secteur de la construction qui ont contribué à créer les infrastructures des Jeux Olympiques de Sotchi en 2014,
- le groupe GAZ (en), un constructeur de voitures, de camions et de bus,
- une entreprise agricole (Kuban Agro Holding),
- des sociétés de transport comme des aéroports, dont ceux de Sotchi et de Krasnodar qui ont accueilli les Jeux Olympiques d’Hiver de 2014, et des Formule 1 (depuis 2015)

Deripaska refuse de s’impliquer dans la politique. Il a déclaré : « Je suis convaincu que ma société, qui détient tant de ressources, doit rester à l’écart de la politique par souci d’éthique commerciale ».

## Basic Element

### Présentation
Deripaska est l’unique propriétaire et président du conseil d’administration de Basic Element, un groupe d’investissement diversifié créé en 1997. Les avoirs de Basic Element sont concentrés dans six secteurs : l’énergie, l’industrie manufacturière, les services financiers, l’agriculture, la construction et l’aviation.
Le principal de ses avoirs comprend la Société Unie Rusal, le groupe GAZ (en), un constructeur automobile, Ingosstrakh, la plus vieille compagnie d’assurance du pays, la banque SOYUZ (Банк «СОЮЗ»), le constructeur aéronautique Aviakor, EuroSibEnergo (ЕвроСибЭнерго), une société d’approvisionnement énergétique et d’investissement, Glavmosstroy (Главмосстрой), une société de construction, Kuban Agroholding, une entreprise agricole, et Basel Aero, une entreprise aéronautique détenant les quatre plus grands aéroports sur le territoire du Kraï de Krasnodar (en coentreprise avec Changi Airports International).
Basic Element possède des sociétés et filiales en Russie, dans les pays de la CEI, en Afrique, Australie, Asie, Europe et Amérique latine. Elle emploie pas moins de 200 000 personnes.

### Historique
Dans la foulée du développement de l’industrie russe de l’aluminium, Deripaska crée en 2001 l’un des groupes russes industriels les plus diversifiés, Basic Element, qui incorporera plus tard tous les avoirs des entreprises lui appartenant.
En construisant une société à intégration verticale, Deripaska réussit à créer la plus grande compagnie énergétique russe et acquiert, en 2001, des parts dans Irkutskenergo et Krasnoïarsk HPP, les plus grandes sociétés énergétiques de Sibérie Orientale.

## Rusal

### Présentation
La Société Unie Rusal (en russe : ОК РУСАЛ, /OK RUSAL/) était la plus grande société productrice d’aluminium dans le monde jusqu’en 2015, année lors de laquelle le groupe chinois Hongqiao a pris la tête du classement. Rusal représente presque 7 % de la production mondiale d’aluminium primaire et 7 % de la production mondiale d’alumine. Le groupe est créé lors de la fusion de Rusal (en russe : Русский алюминий), de SUAL, et des avoirs en aluminium de Glencore, achevée en mars 2007. La société est présente dans 20 pays sur cinq continents et emploie plus de 61 000 personnes au travers de ses opérations internationales et ses bureaux.

### Historique
Deripaska dirige la société de production d'aluminium à intégration verticale UC Rusel qui extrait de la bauxite et produit de l'alumine qui est ensuite transformée en aluminium.
En 2000, la société de Deripaska Aluminium Sibirsky et Millhouse Capital, appartenant à Roman Abramovitch, se constituent en partenariat pour gérer les actifs d’aluminium et d’alumine qu’elles contrôlent, et créent la société Rusal.
En 2003, les entreprises gérées par M. Deripaska voient leur participation passer à 75 % dans les sociétés en gestion commune grâce à l’acquisition de la moitié des intérêts gérés par Millhouse Capital.
En 2004, la consolidation de propriété de Rusal par des sociétés appartenant à Deripaska est achevée par l’acquisition des 25 % restants de participation dans la société Rusal gérée par la société Millhouse Capital.
Dans le but d’assurer un approvisionnement stable d’alumine à ses fonderies, Rusal procède à plusieurs fusions et acquisitions. Au début des années 2000, Rusal fait l’acquisition de mines de bauxite en Guinée, le pays possédant les plus grandes réserves mondiales de bauxite. Rusal achète ensuite des parts dans une raffinerie d’alumine en Australie. Après la fusion avec la société Glencore, l’acquisition d’actifs de bauxite et d’alumine en Jamaïque, en Italie et en Irlande sont ajoutés au portefeuille de Rusal. Ces transactions font passer Rusal d’une société aux maigres ressources de bauxite à une entreprise verticalement intégrée.
Parallèlement, Deripaska investit dans la modernisation opérationnelle des fonderies en Russie : « Nous avons développé le secteur, et nous avons trouvé des bauxites qui n’existent pas en Russie. Nous avons créé une société qui est devenue la plus importante du secteur en moins de douze ans. Mais pour devenir le numéro un mondial des producteurs d’aluminium, nous devions améliorer nos pratiques opérationnelles. Pour appliquer les meilleures pratiques mondiales, nous nous sommes intéressés à Toyota qui avait, pendant presque trente ans d’activités, exploité un processus précis, rigoureux et bien pensé ».
Sous la direction de Deripaska, Rusal se lance dans des projets de modernisation à grande échelle dans une série d’installations, dont les fonderies d’aluminium de Bratsk, de Krasnoïarsk and d’Irkoutsk. Il faudra cinq ans pour boucler le programme de Krasnoïarsk qui représente au total des dépenses en capital d’environ 296 millions de dollars US.
Deripaska est lui-même partisan des modèles de gain de productivité rendus connus par l’Approche Toyota. Les fonderies de Rusal adoptent le concept de « kaizen » qui signifie amélioration permanente et qui implique la formation des travailleurs à des techniques de production standardisées. Deripaska a déclaré : « Il est important de changer aussi bien la mentalité que la structure hiérarchique de la société. Au lieu d’appliquer un système de gestion du haut vers le bas, il faut comprendre que tout est dans les mains de l’opérateur et il faut permettre à cet opérateur de gagner en efficacité et d’effectuer des améliorations directement au niveau des ateliers ».
En décembre 2006, Rusal autorise la fonderie d’aluminium Khakasse, la première usine d’aluminium construite en Russie depuis 20 ans, à investir une somme totale d’environ 750 millions de dollars US dans la construction de l’usine.
Deripaska a déclaré : « Notre croissance dépendait de notre compréhension de la demande interne et externe. Par conséquent, en faisant des acquisitions et en construisant de nouvelles usines, nous avons effectué des investissements importants ». Les investissements de Rusal dans la construction et la modernisation de ses entreprises ont représenté plus de 2,5 milliards de dollars US.
En 2007, Rusal, le troisième producteur mondial d’aluminium, SUAL Group, un des dix plus grands producteurs mondiaux d’aluminium, ainsi que Glencore International AG, le groupe suisse en ressources naturelles, regroupent leurs actifs pour créer la Société Unie Rusal, le plus grand producteur mondial d’aluminium et d’alumine.
En 2008, Rusal achète 25 % de la compagnie minière arctique Norilsk Nickel, une opération qui fait un peu plus progresser Deripaska dans sa quête de consolidation des secteurs miniers et métallurgiques russes.
En 2009, lorsque la crise financière frappe, Deripaska revient à Rusal en tant que PDG pour diriger le processus de restructuration de la dette de la société. « Je travaillais 16 heures par jour. Nous étions en défaut, bien qu’aucune des parties impliquées ne voulaient appeler cela défaut. » Parmi les mesures d’urgences, Deripaska opère une diminution de 25 % des coûts en 2009. En décembre 2009, Deripaska parvient à un accord final avec plus de 70 prêteurs russes et internationaux pour le refinancement d’une dette de 17 milliards de dollars US.
En 2010, sous la direction de Deripaska, Rusal lève 17,4 milliards de dollars sur la bourse de Hong Kong (2,24 milliards de dollars US). C’est la première offre publique d’achat d’une société russe à Hong Kong. L’introduction en bourse attire des investisseurs de premier ordre dont John Paulson de Paulson & Co, le milliardaire de Hong Kong Li Ka-shing de Cheung Kong Holdings, et Nathaniel Rothschild de NR Investments.
Dans les années qui suivent, Deripaska défend l’augmentation de la production sur le marché de l’aluminium. Il a déclaré dans une entrevue au Métal Bulletin : « Nous devons produire autant que ce que la demande exige. Former les gens en ce sens prend du temps, ce que nous admettons. C’est pourquoi nous attendons que le secteur de l’aluminium fasse ce qu’il a à faire, pour qu’ensuite la consommation libère une marge suffisante pour la capacité existante ».
Deripaska s’est vu remettre le prix de l’Ambassadeur du Secteur de l’Aluminium par le Métal Bulletin Awards for Excellence pour sa « grande influence dans l’industrie mondiale de l’aluminium et au-delà ».
Depuis 2015, Deripaska occupe le poste de président de Rusal et se concentre sur le développement stratégique de la société.
Fin 2015, il émet publiquement des doutes sur l’impact de mesures prises sans contrainte dans le cadre de l’accord de Paris sur le climat pour réduire les émissions russes dans un avenir proche. Il déclare lors d’une entrevue au Financial Times : « Tout le monde se prononce pour. Tout ce dont nous avons besoin, c’est plus ou moins d’une règlementation équitable. Il ne devrait pas y avoir de bulles dans lesquelles les gens peuvent tricher avec le système. Les gens ne devraient pas être d’accord avec quelque chose qui créerait un nouveau protocole de Kyoto, à savoir une succession de jolies déclarations polies ».
Son nom apparaît dans les révélations des Panama Papers en 2016, ainsi que des Paradise Papers, un an plus tard.

## Le groupe Gaz

### Présentation
Le conglomérat automobile russe GAZ comprend 18 sites de production dans huit régions de Russie, ainsi que des points de vente et d’entretien. Le Groupe GAZ produit des véhicules commerciaux légers et semi-légers, des camions, des bus, des automobiles, de l’équipement de construction routière, des unités d’alimentation électrique et des composants automobiles.

### Historique
En 2000, Deripaska commence à acquérir des avoirs dans la construction de machines. Sa première acquisition est celle de l’usine Gorkovsky Automobile (GAZ), située à Nijni Novgorod, qui était auparavant une société gérée par le gouvernement. En 2005, le Groupe GAZ est créé par l’homme d’affaires qui combine les avoirs de la construction de machines.
Le 25 juillet 2008, le groupe GAZ lance la production en série de la berline Volga Siber qui provient d’une plateforme acquise de la société américaine Chrysler et a été conçue par le studio britannique UltraMotive.
Des ingénieurs et des experts de Magna International jouent un rôle actif dans la mise en place et les réglages de l’unité d’assemblage de ces voitures, ainsi que dans la formation des employés du groupe. Le 14 juin 2011, le groupe Volkswagen Russie et le groupe GAZ concluent un accord sur la production de voitures Volkswagen et Škoda dans l’usine de GAZ à Nijni Novgorod. L’accord prévoit aussi que le cycle complet de production de la nouvelle Volkswagen Jetta, de la Škoda Octavia, et de la Škoda Yeti sera effectué chez GAZ.
En 2006, le Groupe GAZ achète toutes les parts de LDV Holdings (producteur de véhicules commerciaux légers situé dans la ville de Birmingham en Grande-Bretagne) à partir d’un fonds américain, Sun Capital Partners. Le principal produit de LDV est maintenant le véhicule commercial léger Maxus. En mai 2009, le Groupe GAZ conclut un accord de vente de son entreprise de vans UK/LDV au constructeur et distributeur automobile malaisien Weststar.

## Autres activités
En 2004, Deripaska est mandaté par le président russe pour représenter le pays au Conseil Consultatif des Gens d’Affaires de Coopération économique pour l'Asie-Pacifique (ABAC). Il détient le poste de président de l’ABAC Russie depuis 2007. Deripaska est vice-président de l’Union Russe des Industriels et Entrepreneurs, président du Conseil d’Administration du Comité National Russe de la Chambre de Commerce Internationale et membre du Conseil sur la Compétitivité et l’Entreprenariat, une agence du gouvernement russe.
Il possède un siège d’administrateur au Théâtre Bolchoï, à l’École d’Administration des Affaires, à l’École d’Administration Publique, à la Faculté d’Économie de l’Université de Moscou et à la Faculté d’Administration des Affaires de l’Université de Saint-Pétersbourg. Deripaska est cofondateur de la Fondation Nationale d’Aide à la Science et du Fonds National de Médecine.
En avril 2007, Deripaska fait l’acquisition de 25 % (1,05 milliard d’euros) de la société de construction autrichienne Strabag SE, détenue par Hans-Peter Haselsteiner. Le 30 avril 2009, Basic Element annonce qu’elle a transféré ses 25 % de participation de la société Strabag à d’autres actionnaires de la société. Basic Element garde une option d’achat pour se réattribuer les parts. Basic Element garde une action nominative de Strabag et deux sièges sur les neuf que compte le conseil d’administration de Strabag. Le 30 novembre 2010, Basic Element rachète 17 % de parts à d’autres actionnaires de Strabag pour un montant de 373 millions d’euros. Deripaska se voit accorder une extension d’option d’achat pour les 8 % restants jusqu’au 15 juillet 2014.
En 2014, Deripaska renforce sa participation dans un actionnaire minoritaire de blocage.
Strabag est la sixième plus grande société de construction d’Europe.
En plus de ses activités dans les secteurs de l’énergie, de l’aluminium et des machines, Deripaska a étendu ses activités dans la construction, la gestion des aéroports et l’agriculture.
Le groupe de Deripaska construit plusieurs installations olympiques pour les Jeux d’Hiver de Sotchi de 2014 dont le Village Olympique Côtier, le port maritime de Imeretisnky. Il double l’avenue Kurortny de Sotchi, et rénove l’aéroport international de Sotchi. La somme totale de ces travaux s’élève à 1,4 milliard de dollars US.

### Magna
En mai 2007, le président de Magna International, Frank Stronach, annonce que Deripaska est devenu un partenaire stratégique de l'équipementier automobile Magna. Le 3 octobre 2008, Russian Machines met fin à sa participation en tant qu’actionnaire du fabricant de pièces détachées canadien. Les sociétés déclarent cependant que le développement des activités de composants automobiles en Russie, tout comme celles d’autres projets conjoints, sera maintenu.
Magna devient le deuxième plus grand investissement étranger de Basic Element après un achat de participation de 25 % de Strabag, une société de construction autrichienne, d’un montant d’1,2 milliard d’euros (1,66 milliard de dollars US).
En 2007, la société d’investissement de Deripaska Veleron fait l’acquisition de parts chez Magna grâce à un prêt de 1,2 milliard de dollars US contracté chez BNP Paribas, les actions de Magna servant de sûreté. Morgan Stanley est impliqué dans cette affaire sous la forme d’un accord de swap avec BNP Paribas selon lequel la banque américaine se porte garante des risques du prêt en échange d’un paiement fixe.
En septembre 2008, alors que les actions de la société Magna, touchée par la récession économique mondiale, plongent, BNP émet un appel de marge de 93 millions de dollars US à Veleron. Morgan Stanley apprend ensuite que Veleron ne répondra probablement pas à l’appel et vend les actions à découvert.
En 2015, Deripaska intente une action en justice contre Morgan Stanley, accusant la banque d’utiliser des informations d’initiés pour vendre à découvert l’investissement de 1,5 milliard de dollars US du milliardaire dans les actions de Magna en 2008.
Deripaska affirmera que Morgan Stanley avait outrepassé son mandat et qu’elle avait été impliquée dans un délit d’initié illégal qui résultera dans un dédommagement financier substantiel à Veleron estimé entre 15 et 25 millions de dollars US.
En novembre 2015, le tribunal de New York statue que Morgan Stanley a « obtenu des informations secrètes et les a utilisées à des fins commerciales malgré son devoir de maintenir leur confidentialité et de ne pas les utiliser à des fins commerciales. » Cependant, Veleron protestera vivement contre la conclusion selon laquelle MS n’avait pas l’intention d’escroquer Veleron et déclarera qu’elle interjetterait appel.

### Energie

#### EuroSibEnergo
Oleg Deripaska possède toutes les parts de la société EuroSibEnergo, la plus grande société mondiale privée dans le domaine de l’hydroélectricité et la plus grande société électrique privée en Russie. Elle contrôle et gère 18 centrales électriques avec une capacité énergétique installée de 19,5 GW, dont 15 GW sont produits par hydroélectricité. La société produit approximativement 9 % de toute l’électricité en Russie et est aussi le leader du marché énergétique de Sibérie avec une part de marché totalisant 41 %. Parmi les clients d’EuroSibEnergo figurent de grandes usines d’aluminium russes. La société possède de grandes ressources de carburant qui satisfont 85 % des besoins en charbon de ses centrales électriques. Ses réserves en charbon totalisent 1,26 milliard de tonnes et elle produit chaque année plus de 12 millions de tonnes de charbon.
Le Groupe de production métallurgique et d'énergie verte EN+ de Deripaska, dont EuroSibEnergo est une filiale, investit dans une coentreprise avec la plus grande société chinoise de production d’énergie hydroélectrique Yangtze Power Co dans le but de construire de nouvelles centrales électriques en Sibérie, principalement des centrales hydroélectriques, d’une capacité totale allant jusqu’à 10 GW.

### Machinerie

#### Russian Machines
Russian Machines Corporation est créée en 2005 et consolide les actifs d’Oleg Deripaska dans le secteur de la construction de machines. Ces derniers comprennent les actifs industriels et d’ingénierie des secteurs suivants : 
- constructeur OEM d’automobile (groupe GAZ),
- les composants automobiles (RM-Systems),
- le secteur du rail (RM Rail),
- l’aéronautique (Aviacor),
- la construction routière (RM-Terex),
- les machines agricoles (AGCO-RM).

Russian Machines Corporation gère 24 installations dans 12 régions de Russie.

### Aéroport
En 2007, Deripaska acquiert 4 aéroports du sud de la Russie : Krasnodar, Sotchi, Gelendjik et Anapa. Basel Aero est une société à portefeuille qui gère depuis lors les avoirs de tous les aéroports. En juin 2012, Basic Element, la Sberbank de Russie et Changi Airports signent un accord de coentreprise dans le but d’investir dans les aéroports russes et de les développer.
Le secteur aéroportuaire d’Oleg Deripaska est géré par Basel Aero, une entreprise exploitant les aéroports d’Anapa et de Gelendjik, de Sotchi et de Krasnodar. Ces aéroports gèrent plus de 7 % du trafic de passagers en Russie.
L’aéroport international de Sotchi constituait le principal accès aux Jeux olympiques d'hiver de Sotchi en 2014. En octobre de cette année, Sotchi obtient par ailleurs le statut d’aéroport « Ciel Ouvert », ce qui signifie que n’importe quel transporteur aérien étranger peut embarquer et débarquer des passagers et de la cargaison sans aucune restriction sur le type d’avion et sur sa fréquence, et ce indépendamment des accords interétatiques.

### Services financiers
Deripaska détient à titre personnel 10 % des actions ordinaires d’Ingosstrakh. Cette société est un assureur majeur de risques complexes comme l’assurance risque des armateurs, l’assurance corps de navire, l’assurance accidents d’aviation et les risques provenant de l’espace, ainsi que l’assurance des sociétés de transport. Ingosstrakh possède 83 branches en Russie et des bureaux dans 220 villes russes.

### Agroalimentaire
Oleg Deripaska possède totalement l’une des entreprises agroalimentaires les plus importantes du sud de la Russie, Kuban Agroholding. Cette société intègre deux méga-fermes laitières modernes, un complexe d’élevage d’une capacité de 16 000 porcs, trois silo-élévateurs d’une capacité de stockage de grain non-récurrent de plus de 270 000 tonnes, trois usines de semences modernes, une sucrerie et Sunrise, l’une des meilleures fermes d’élevage de chevaux russes, spécialisée dans l’élevage de chevaux pur-sang anglais. Cette société est dans le top 20 des plus grandes entreprises agroalimentaires de Russie et figure parmi les 5 exploitants terriens les plus prolifiques de Russie.
Kuban Agroholding est l’une des rares entreprises agroalimentaires russes à utiliser la technologie de transfert embryonnaire qui permet la reproduction de vaches laitières à haut rendement.

## Fortune
Selon la liste des plus informés de Forbes, la fortune de Deripaska est estimée à 16,8 milliards de dollars US en 2011. En 2008, Forbes avait estimé sa fortune à 28 milliards de dollars US, ce qui faisait de lui le neuvième homme le plus riche du monde. En 2009, sa position dans le classement chuta à la 164e place, et Forbes déclarait : « Peut-être qu’il ne peut pas supporter l’effondrement des marchés et les lourdes dettes ». Cependant, en 2010, sa fortune estimée à 10,7 milliards de dollars US lui a permis de grimper à la 57e place dans la liste des milliardaires du monde. Selon Forbes, il avait évincé les dirigeants de ses deux plus grandes sociétés et avait personnellement négocié avec le gouvernement russe, avec les banques et d’autres créanciers pour restructurer ses obligations en matière de prêts. Deripaska aurait lui-même répété à de nombreuses reprises que les estimations sur sa fortune étaient exagérées, qu’elles ne prenaient pas totalement en compte le montant total des dettes qu’il avait contractées et qu’il devrait se situer bien en deçà du top dix de la liste des milliardaires.
En août 2018, Forbes estime la fortune de Deripaska à 3,3 milliards de dollars US.
En 2022, l’Union européenne a ajouté Oleg Deripaska à sa liste des oligarques russes sanctionnées après l'invasion de l'Ukraine. Il est également un des sept oligarques sanctionnés par le gouvernement britannique.

### Propriétés
- Un manoir de 50 millions de livres sterling sur Belgrave Square à Londres[44].
- En 2004, il a acquis auprès de Lürssen le yacht Queen M, de 72,6 mètres qu'il a depuis rebaptisé Queen K , Clio et finalement Altaïr.
- En 2005, il a acheté une propriété de 8 hectares à Saint-Tropez.

## Engagements et prises de position
En 2008, Deripaska est un des 16 dirigeants mondiaux d’entreprises ayant proposé aux dirigeants du G8 les recommandations des PDG sur la politique en matière de changement climatique, un document exposant les propositions du monde des affaires internationales pour faire face au réchauffement climatique. Ces propositions ont été signées par plus de 100 entreprises internationales de premier plan et remises au Premier Ministre japonais Yasuo Fukuda le 20 juin. Les dirigeants du G8 ont discuté de ces recommandations durant le sommet du Japon du 7 au 9 juillet. Ce processus a été coordonné par le Forum économique mondial en coopération avec le Conseil mondial des affaires pour le développement durable.
Deripaska œuvre activement en faveur d’une réduction de l'empreinte écologique exercée par l'humanité dans le monde et appelle à la création d’un mécanisme renforcé de sanctions pour les pays qui ne réduisent pas leurs émissions à forte densité de carbone comme celles produites par les centrales électriques au charbon.
Il a toujours participé aux sessions du Forum économique mondial (FEM) depuis 2007 lorsque Rusal est devenu un partenaire stratégique du FEM.
En 1998, Deripaska a créé Volnoe Delo, le plus grand fonds de charité privé de Russie. Ce fonds soutient plus de 400 initiatives à travers la Russie et a pour objectifs de développer l’éducation et la science, préserver l’héritage spirituel et culturel, et d’améliorer les normes de santé publique. Il vient en aide aux enfants, aux vieilles personnes, aux jeunes talents, aux enseignants, aux scientifiques éminents et à d’autres bénéficiaires de programmes. Depuis 1998, Oleg Deripaska a investi plus de 10,6 milliards de roubles dans plus de 500 programmes de charité dans 50 régions de Russie[source insuffisante].
Depuis 2004, le fonds Volnoe Delo de Deripaska a soutenu les activités de recherches de la ville de Phanagoria, vieille alors de 2550 ans. Dans les 10 années suivantes, plus de 10 millions de dollars US ont été alloués au travail de terrain. Aujourd’hui, Phanagoria est l’un des sites archéologiques les mieux équipés de Russie et possède son propre centre scientifique et culturel, une technologie et un équipement de pointe pour les excavations en surface et sous-marine et une grande équipe d’experts dans les activités d’excavation.
En février 2014, Deripaska finance la construction de chenils rudimentaires pour abriter les chiens errants abandonnés par les ouvriers du bâtiment après la fin des travaux du Village olympique de Sotchi. Les autorités ont loué les services d’une société pour éradiquer ces animaux, prétextant qu’il y avait 2 000 chiens errants de trop et que cela représentait un risque de rage. Un grand nombre de ces chiens sont sauvés, d’autres sont relogés dans le cadre d’un programme d’adoption mondial lancé par Oleg Deripaska. La même année, le fonds Volnoe Delo lance un programme pour guider les étudiants au début de leur carrière et aider au développement de la formation professionnelle JuniorSkills[source insuffisante].
Deripaska soutient le théâtre russe du Bolchoï et finance des spectacles de ballets comme Flammes de Paris, La Sylphide, Paquita et les opéras La légende de la ville invisible de Kitège, Carmen, et Wozzeck.
En février 2022, après l'invasion de l'Ukraine par la Russie, il appelle à mettre fin au capitalisme d’État de la Russie et « à l’ouverture le plus vite possible de pourparlers de paix complets ». Après plus de deux ans de guerre, il réitère ses critiques de l'invasion en août 2024. Il dénonce une guerre « folle » et demande un « cessez-le-feu immédiat, sans condition ». Ses déclarations l'exposent à de fortes critiques du camp pro-Poutine en Russie, notamment de l'ultranationaliste Alexandre Douguine.

## Controverses
Oleg Deripaska a été mêlé à plusieurs affaires judiciaires.

### Redut (SMP)
Il est annoncé comme l'un des financiers de la compagnie de sécurité privée Redut (SMP) qui a agi comme soutien lors de l'Invasion de l'Ukraine par la Russie,,

### Scandale avec Nastya Rybka
Le 8 février 2018, Alexeï Navalny et la Fondation anti-corruption diffusent un film déclarant que le vice-premier ministre russe Sergueï Prikhodko et Oleg Deripaska se reposent en compagnie d'une escort biélorusse (de son vrai nom Anastasia Vachoukevitch) et d'autres femmes sur le yacht Elden d'Oleg Deripaska en Norvège, ce qui, selon Navalny, peut être considéré comme un pot-de-vin de Deripaska,. L'enquête est menée sur la base de sources ouvertes, notamment des photos et vidéos que Nastya Rybka a postées sur Instagram, et son livre Un journal sur la séduction d'un Milliardaire, ou un Clone pour un oligarque (en russe : Дневник по соблазнению Миллиардера, или Клон для олигарха) dans lequel Sergueï Prikhodko et Oleg Deripaska, selon Navalny, apparaissent sous les pseudonymes « Papa » et « Ruslan ».

### Sanctions aux États-Unis
Oleg Deripaska fait l'objet de sanctions aux États-Unis depuis 2018.
Le 29 septembre 2022, Oleg Deripaska est inculpé aux États-Unis pour violation des sanctions. Il aurait monté un plan visant à faire obtenir la nationalité américaine à ses deux enfants en violation de sanctions décidées par les États-Unis.
Graham Bonham-Carter est un homme d'affaires britannique. Il est soupçonné par la justice américaine d'avoir aidé Oleg Deripaska à échapper à des sanctions américaines et dissimuler la propriété de plusieurs biens immobiliers. Il est arrêté et libéré sous condition le 11 octobre 2022 selon la National Crime Agency, agence britannique de lutte contre la criminalité organisée. Le département de la Justice des États-Unis indique qu'il cherchait à obtenir son extradition. La propriété de plusieurs biens immobiliers est dissimulée grâce à plusieurs sociétés-écrans enregistrées aux Îles Vierges britanniques ou dans d'autres paradis fiscaux.
L'ancien responsable de l'unité chargée de la lutte antiterroriste du bureau du FBI à New York du FBI, Charles McGonigal, est soupçonné d'avoir tenté de faire annuler les sanctions touchant Oleg Deripaska aux États-Unis depuis 2018, puis d'avoir mené en 2021 des investigations sur un de ses rivaux. Selon l'acte d'inculpation, il a été payé par le biais de sociétés-écrans dans des paradis fiscaux. Mis en examen pour violation des sanctions et blanchiment d'argent, Charles McGonigal est passible de 20 ans de prison. Charles McGonigal est également poursuivi pour avoir reçu des paiements en lien avec ses activités en Europe de l'Est, en particulier au Kosovo et en Albanie. Il aurait reçu 225 000 dollars d'un ancien agent des services secrets albanais naturalisé américain.

### Sanctions au Royaume Uni
Deux propriétés d'Oleg Deripaska à Londres sont incluses dans les avoirs gelés par les sanctions de 2022 : un hôtel particulier et un bureau à Londres, estimés au total à plus de 50 millions de livres sterling (plus de 56 millions d'euros), selon la NCA.

## Récompenses et distinctions
En 1999, il lui estattribué l’ordre de l’Amitié, une récompense nationale de la fédération de Russie. Il est élu homme d’affaires de l’année en 1999, 2006 et 2007 par Vedomosti, un quotidien économique russe, en partenariat avec le Wall Street Journal et le Financial Times.
- chevalier de l'ordre national du Mérite de la république de Guinée[68].